# Рамнища
Рамнища или Рамница (произношение в местния говор Рамнишча, на гръцки: Ράμνιστα) е бивше село в Република Гърция, дем Негуш, област Централна Македония.

## География
Селото е било разположено североизточно от град Негуш (Науса), между селата Янаково (Янакохори) на запад, Гимново (Родакинеа) на юг и Църмариново (Марина) на север.

## История
Селото е унищожено при потушаването на Негушкото въстание в 1822 година. Боривое Милоевич пише в 1921 година („Южна Македония“), че Рамнишча има 10 къщи славяни християни. Населението на Рамнища е изселено в Църмариново.